# Platja de sa Riera
Sa Riera és la platja de sorra més gran —i, per tant, la més turística— del municipi de Begur, al Baix Empordà. Rep el seu nom d'un torrent que divideix la platja en dues meitats. Com en d'altres topònims de la Costa Brava —com ara Sa Tuna—, s'ha conservat l'article salat al seu nom. Limita al sud amb la reserva marítima de ses Negres i el cap sa Sal; i al nord, amb la cala de l'Illa Roja.

## Accés
El seu accés des del poble és molt fàcil, ja que només cal agafar la carretera de circumval·lació fins a una glorieta i baixar a l'esquerra durant 3 km, per una carretera que rep el nom de "carrer de sa Riera" i que creua i recreua la riera. També s'hi pot arribar des de Sa Tuna o Aiguafreda, per la carretera de la costa (GIV-6534). Igualment hi ha un sender local que des del parc de l'Arbreda, al peu de Begur, segueix la riera fins a la platja. Hi ha camins de ronda que l'enllacen amb ses Negres, al sud; i amb les cales del Racó i de l'Illa Roja i la platja de Pals, més al nord.

## Tipologia
És una platja ampla de sorra, inserida en una cala formada per la riera homònima que naix al massís de Begur, a prop de la vila. Als dos extrems de la platja, hi ha unes petites cales rocoses: la cala Port des Pi, a la dreta; i la cala del Rei, a l'esquerra. Al fons i a l'esquerra, podem observar les illes Medes.
És l'única platja de la costa catalana que creix, gràcies a estar encarada al nord, fet que evita que els corrents marins i els temporals s'enduguin la sorra i, en canvi, recull la de la llarga platja de Pals. Anualment augmenta uns 3.000 m³ de sorra, i en els 50 darrers anys ha duplicat la seva superfície, passant de 0,98 a 1,73 hectàrees. Antigament la platja estava dividida en dues cales, Sa Riera i la cala del Rei, separades per unes roques, que actualment estan a més de 50 m de l'aigua. Per aquest motiu es treu periòdicament sorra d'aquesta platja per a aportar-la a altres platges.
L'aparcament —una part és de pagament i l'altra, gratuïta— i una petita urbanització se situen directament en la llera de la riera, darrere del poblat de cases de pescadors que ocupa la primera fila, i per tant, invisibles des de la platja. Hi ha una passarel·la de fusta per apropar-se a la mar. El seu entorn urbanístic és a base d'edificacions i apartaments dispersos entre els pins, amb restaurants, bars, dos centres comercials, un càmping i dos establiments hotelers.

## Serveis i activitats
Compta amb restaurants i allotjaments turístics. També ofereix diverses activitats esportives i turístiques, que es poden sol·licitar al Club Nàutic, situat a la banda sud. A més, a l'estiu, se celebra una tradicional cantada d'havaneres.

## Qualificació
Té la bandera blava de qualitat.